# الکس یاکوویتی
الکس یاکوویتی (انگلیسی: Alex Iacovitti؛ زادهٔ ۲ سپتامبر ۱۹۹۷) بازیکن فوتبال اهل بریتانیا است.
از باشگاه‌هایی که در آن بازی کرده‌است می‌توان به باشگاه فوتبال ناتینگهام فارست اشاره کرد.
وی همچنین در تیم‌های ملی فوتبال Scotland national under-17 football team, Scotland national under-19 football team، و زیر ۲۱ سال اسکاتلند بازی کرده‌است.